# Farvel min konkubine
Farvel min konkubine er en kinesisk-Hongkong episk historisk dramafilm fra 1993 instrueret af Chen Kaige med Leslie Cheung, Gong Li og Zhang Fengyi i hovedrollerne. Filmen er baseret på en roman af samme navn skrevet af Lilian Lee og foregår i et politisk tumultarisk Kina i det 20. århundrede fra de tidlige dage af Republikken Kina til Kulturrevolutionens efterdønninger. Omdrejningspunktet er det komplicerede forhold mellem to livslange venner, Beijing- operaskuespillerne Cheng Dieyi (Cheung) og Duan Xiaolou (Zhang) og Xiaolous hustru Juxian (Gong).
Filmens temaer inkluderer identitetsforvirring og slørede skillelinjer mellem det virkelige liv og scenen, portrætteret af den berømte operaskuespiller Dieyi, hvis ulykkelige kærlighed til Xiaolou også er et tema. Andre temaer er de politiske og samfundsmæssige omvæltninger i det 20. århundredes Kina.
Farvel min konkubine havde premiere den 1. januar 1993 i Hong Kong. Efter udgivelsen modtog filmen generelt positive anmeldelser fra kritikerne og filmen modtog (delt med The Piano) som den første kinesiske film nogensinde Guldpalmen ved Filmfestivalen i Cannes i 1993. Den vandt yderligere priser, herunder en Golden Globe for bedste fremmedsprogede film og en BAFTA for bedste ikke-engelsksprogede film, og modtog to nomineringer ved Oscaruddelingen i 1994 for bedste kinematografi og bedste fremmedsprogede film.
Et par uger efter dens udgivelse i Kina krævede Politbureauet for det kinesiske kommunistparti ændringer i filmen på grund af dens temaer, der blev anset at stride mod "traditionelle værdier" og af politiske årsager. Den kinesiske regering tillod en visning af filmen i Beijing, men forlangte at scener med visning af homoseksualitet, selvmordet af en hovedperson og en beskrivelse af urolighederne i 1960'erne blev udeladt. Efter at censurens krav var blevet imødekommet fik filmen i september 1993 igen tilladelse til at blive vist, nu i en 14 minutter kortere udgave. Kinesiske embedsmænd mente, at en genudgivelse, i modsætning til at opretholde et fuldstændigt forbud, ville dæmpe en stadigt voksende international modreaktion og også hjælpe regeringens forsøg på at være vært for De Olympiske Lege i Beijing i 2000.
Farewell My Concubine betragtes som en af de skelsættende film i den "femte generation" af kinesiske film, der skabe opmærksomhed om kinesiske filminstruktører. I 2005 blev filmen af Time Magazine udvalgt som en af de "100 Best Films in Global History".